# 朱森林 (漫画家)
朱森林（1955年—），男，天津著名漫画家。1980年开始漫画创作，成为职业漫画家，现任天津市漫画专业委员会理事。
其作品风格偏向于轻松搞笑，有的单幅漫画则有很深的社会讽刺性和批判性。

## 主要作品列表
粗体字表示已经出版单行本
- 《胖大嫂》
- 《葫芦头》
- 《大大可笑糖》
- 《大鼻子情圣》
- 《巴巴拉小姐》
- 《搞笑乞丐帮》
- 《笨妞当家》
- 《笨探008》
- 《老李》
- 《青春麻辣汤》
- 《肖大爷》
- 《少年刘罗锅》
- 《新编历史故事》
- 《燕子李四》
- 《阿哥阿嫂》
- 《片断拼凑》
- 《漫画鲁迅小说》